# شوش (سمك)
الشُّوْش (الاسم العلمي Zanclus cornutus)، جنس أسماك أحادي النوع من الفرخيات وفصيلة الشوشيات (أو السحليات). صغيرة القد، مستديرة الشكل، مفلطحة الجسم، لامعة الألوان. تكثر في بحار البلاد الحارة. وهي من الأسماك المأكولة متوسطة الصنف.